# Lavaur (Dordoña)
 Lavaur  (en occitano La Vaur) es una población y comuna francesa, situada en la región de Nueva Aquitania, departamento de Dordoña, en el distrito de Sarlat-la-Canéda y cantón de Villefranche-du-Périgord.

## Demografía
| 151 | 153 | 113 | 107 | 102 | 88 | 84 | 72 |
| Para los censos de 1962 a 1999 la población legal corresponde a la población sin duplicidades (Fuente: INSEE [Consultar]) |     |     |     |     |    |    |    |